# 갈곡 연정
갈곡 연정은 충청남도 아산시 도고면에 있다. 2006년 3월 7일 아산시의 향토문화유산 제13호로 지정되었다.

## 개요
현재 마을에 평택임씨 갈곡공파가 전체 50가구 중 28가구가 거주하며 30년 전까지만해도마을 대부분의 사람들이 평택임씨였다. 연정은 일제강점기까지 마을 어린이들이 공부하는 서당으로 사용하였으며, 20년 전까지마을내에 있는 대 대까지의 선조에 대한 7 ~16 시제를 지내다 이후로는 아무런 용도로 사용하지 않는 연정의 보존을 위해 매년 음력 10월 10일 연정에서 시제를 지내고 있다. 갈곡선생에 대한 시제는 경기도 화성시 봉담읍의 선영에서 매년 음력 10월 1일에 지내고 있다.연정 옆에 있는 마을회관이 종가 자리였으나 마을회관이 들어섬에 따라 자리를 내주고연정에서 30여m 떨어진 곳에 종가를 이전하였다. 마을회관 자리에 종가가 있었을 때는 연정과 종가 사이에 담이 없이 한 울타리 안에 있었으나 종가가 이전하고 나서 1982년 중수 시 기와와 흙담이었던 담을 지금과 같은 돌담으로 쌓았다.